# Terrore dagli abissi n.2
Terrore dagli abissi n.2 (Deep Trouble II) è il cinquantottesimo libro della serie horror per ragazzi Piccoli brividi, scritta da R. L. Stine.
Questo libro rappresenta inoltre il seguito di Terrore dagli abissi.

## Trama
Billy (ormai tredicenne) e sua sorella Sheena sono in vacanza con il Dr. Deep. incontrano uno scienziato pazzo dalle buone intenzioni, un certo Dr. Ritter, che sta compiendo esperimenti sul plancton come parte di un piano per risolvere il problema della fame nel mondo. Questo plancton se ingerito dai pesci o da altre creature marine (come granchi o delfini) gli causa uno spropositato aumento di dimensioni. Invece, se è un umano a ingerire il plancton, questi si trasforma permanentemente in un pesce. Per proteggere questo prezioso segreto il Dr. Ritter è intenzionato a far ingerire a Billy, Sheena e al Dr. Deep la sostanza. Fortunatamente, non funziona, perché Billy aveva precedentemente sostituito una bottiglia di plancton con una di tè. Vedendo che la sua creazione non funziona, il Dr. Ritter beve a sua volta una bottiglia (questa volta vera), e si trasforma in un pesce, scomparendo in mare. In un finale dubbioso, Sheena beve a sua volta una bottiglia di quello che è convinta essere tè, anche se subito dopo accusa dolori alla pancia, segno che potrebbe invece aver bevuto per errore un po' del plancton di Ritter.

## Edizioni
- R. L. Stine, Terrore dagli abissi n.2, traduzione di Cristina Scalabrini, collana Piccoli brividi, Arnoldo Mondadori Editore, 1999,  p. 127, ISBN 88-04-46708-8.